# Nerium
- Commons
- Wikispecies

Nerium é um género botânico pertencente à família Apocynaceae.

## Espécies
- Nerium coronarium
- Nerium divaricatum
- Nerium indicum
- Nerium obesum
- Nerium odorum
- Nerium oleander
- Nerium tinctorium
- Nerium tomentosum
- Lista completa

## Classificação do gênero
| Sistema | Classificação                      | Referência               |
| ------- | ---------------------------------- | ------------------------ |
| Linné   | Classe Pentandria, ordem Monogynia | Species plantarum (1753) |